# Iryo
Iryo è il marchio commerciale di Intermodalidad de Levante S.A. (ILSA), il principale operatore ferroviario privato ad alta velocità in Spagna, partecipato da Trenitalia.

## Storia

Tratte effettuate dalla società

Il viaggio inaugurale dalla stazione di Madrid Chamartín alla stazione di Valencia Joaquín Sorolla, è stato effettuato il 21 novembre 2022, con a bordo autorità e giornalisti. Il servizio commerciale è invece partito il 25 novembre 2022.
Il 25 novembre 2023 la compagnia compie un anno di attività con 5,2 milioni di passeggeri trasportati e un tasso di riempimento dei treni al 70%.

### Struttura societaria
ILSA è un consorzio formato al 51% dall'operatore statale italiano Trenitalia leader europeo nel trasporto ferroviario, entrato a far parte del capitale nel 2020, dalla compagnia aerea Air Nostrum con il 25% e Globalvia con il 24%. L'amministratore delegato della società è Simone Gorini, mentre Víctor Bañares ne è direttore generale.
La società ha investito un miliardo di euro nell'acquisizione di 20 nuovi treni dall'alleanza Hitachi Rail e Bombardier Transportation della serie ETR 1000 ultima tecnologia dei treni ad altissima velocità. La propulsione (motori) è costruita da Bombardier, nel suo stabilimento di Trápaga (Vizcaya) e l'intero treno viene assemblato a Pistoia, in Italia.
L'azienda ha iniziato a operare nel 2022, con i primi biglietti venduti a partire dal 18 settembre.
Il 23 settembre 2022 la compagnia aerea Air Nostrum ha ceduto il 24% di ILSA a Globavia mantenendo il 31% delle quote facendo diventare Trenitalia azionista di maggioranza con il 45% della società.
Il 6 novembre 2024 Trenitalia acquisisce un ulteriore 6% delle quote da parte di Air Nostrum, portando la partecipazione totale al 51%.

## Parco

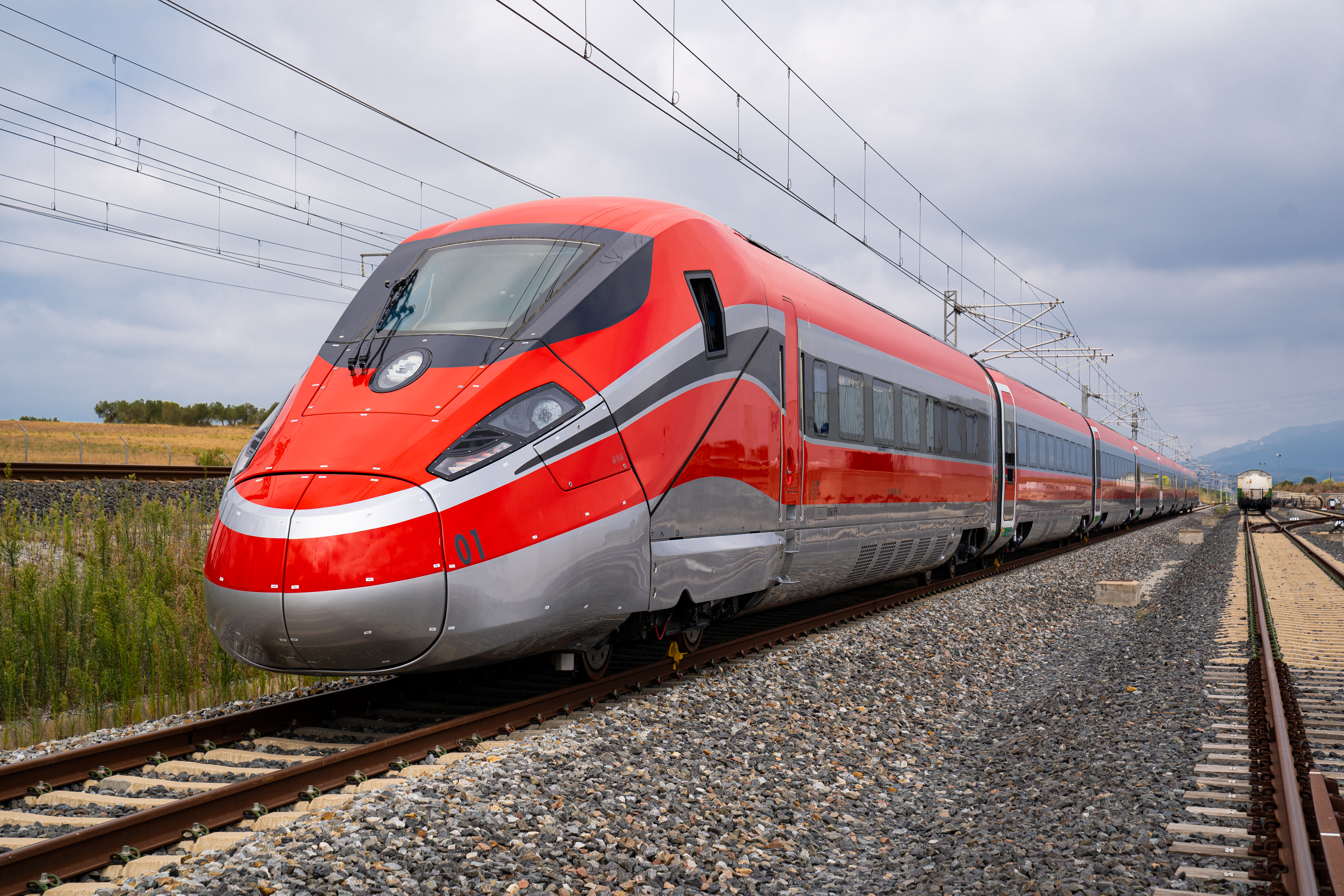
ETR 1000 in Spagna

I nuovi treni, un parco di 20 ETR 1000, rinominati ETR 109 o S109 per la Spagna, sono fabbricati in parte in Italia e in parte in Spagna, da Hitachi Rail in collaborazione con Bombardier (adesso del gruppo Alstom). Le differenze con gli ETR 1000/ETR 400 utilizzati da Trenitalia sono le modifiche ai sistemi di sicurezza e segnalamento per la circolazione sulle tratte spagnole, gli interni ai quali mancano le poltrone di Executive e la livrea, i cui colori sono identici a quelli di Trenitalia ma vengono applicati i loghi "Iryo" (resta comunque applicato il marchio Frecciarossa). ILSA assicura che i nuovi treni sono realizzati al 95% con materiali riciclabili. Sempre secondo l’impresa è una soluzione rapida e silenziosa che permette di risparmiare l’80% di CO2 a passeggero in ogni tragitto.

## Livelli di servizio
Gli ETR 109 di Iryo mettono a disposizione 4 livelli di servizio:
- Infinita: la classe di livello più alto, progettata per i clienti che desiderano tutti i servizi premium, con sedili "High Comfort XL" in configurazione 2+1 e cucina di alta qualità con il menu Haizea Bistró che il cliente può scegliere tra diverse opzioni. Offre l'accesso alle lounge "Casa Iryo";
- Singular Only You: classe nata dall'alleanza di Iryo con Only You Hotels. Lo spazio di lavoro individuale o di gruppo è la caratteristica principale di questa classe (sedili High Comfort XL in configurazione 2+1) che vede anche la possibilità di avere offerte per soggiornare negli hotel Only You. Così come la classe Infinita, offre l'accesso alle lounge Casa Iryo;
- Singular: simile a "Singular Only You", è una classe pensata per il viaggiatore d'affari singolo e comprende la stessa proposta gastronomica. A differenza della precedente i sedili sono i "Comfort" e disposti in configurazione 2+2;
- Inicial: la classe per tutti coloro che cercano il viaggio più economico, con la disponibilità di due tipologie di prese, standard e USB, la possibilità di connessione Internet 5G di ultima generazione e l'accesso gratuito ad una piattaforma di contenuti. Anche in questo caso la configurazione dei sedili "Comfort" è 2+2.